# Tabanus cincta
Tabanus cincta är en tvåvingeart som först beskrevs av Fabricius 1794.  Tabanus cincta ingår i släktet Tabanus och familjen bromsar. Inga underarter finns listade i Catalogue of Life.